# Fly Me to the Moon...The Great American Songbook Volume V
Fly Me to the Moon...The Great American Songbook Volume V è il ventiseiesimo album di Rod Stewart, pubblicato nel 2010 dalla J Records.
È il quinto di una serie di album che raccolgono alcuni classici del pop interpretati da Stewart.
La versione Deluxe include un secondo CD con sei bonus track.

## Tracce
1. That Old Black Magic (Harold Arlen, Johnny Mercer) - 4:35
2. Beyond the Sea (Jack Lawrence, Charles Trenet) - 3:25
3. I've Got You Under My Skin (Cole Porter) - 3:50
4. What a Difference a Day Makes (Stanley Adams, Maria Greve) - 3:21
5. I Get a Kick Out of You (Porter) - 3:32
6. I've Got the World on a String (Arlen, Ted Koehler) - 2:52
7. Love Me or Leave Me (Walter Donaldson, Gus Kahn) - 3:07
8. My Foolish Heart (Ned Washington, Victor Your) - 3:37
9. September in the Rain (Al Dubin, Harry Warren) - 2:55
10. Fly Me to the Moon (Bart Howard) - 2:45
11. Sunny Side of the Street (Jimmy McHugh) - 2:56
12. Moon River (Henry Mancini, John Merder) - 2:48

Bonus CD su versione Deluxe
1. Bye Bye Blackbird (Mort Dixon, Ray Henderson) - 4:09
2. All of Me (Gerald Marks, Seymour Simon) - 3:09
3. She's Funny That Way (Neil Moret, Richard Whiting) - 3:23
4. Cheek to Cheek (Irving Berlin) - 3:29
5. Ain't Misbehavin' (Harry Brooks, Andy Razaf, Thomas Waller) - 3:48
6. When I Fall in Love (Edward Heyman, Victor Young) - 3:45